# Gasterophilus
Genre
Gasterophilus est un genre d'insectes diptères parasites appartenant à la famille des Oestridae.
L'adulte dépose ses larves sur les membres d'équidés (chevaux, ânes...), de cervidés (caribous...) que ces animaux vont ensuite ingérer involontairement en se léchant ou en se grattant avec leurs dents . Les larves migrent ensuite jusqu'aux intestins, et seront éliminées par les fèces en fin de développement.

## Liste d'espèces
Selon BioLib (11 mars 2018) :
- Gasterophilus haemorrhoidalis (Linnaeus, 1758)
- Gasterophilus inermis (Brauer, 1858)
- Gasterophilus intestinalis (De Geer, 1776)
- Gasterophilus nasalis (Linnaeus, 1758)
- Gasterophilus nigricornis (Loew, 1863)
- Gasterophilus pecorum (Fabricius, 1794)